# Neher
Neher ist ein deutscher Familienname.

## Herkunft und Bedeutung
Neher ist ein Berufsname und bezieht sich auf einen Schneider oder Kürschner. Verwandte Namen sind Neger, Näger, Neier, Neyer und Neiger.

## Namensträger
- André Neher (1914–1988), französisch-israelischer Philosoph
- Anna-Sophie Neher (* 1990), deutsch-kanadische Opernsängerin
- Arnold Neher (1846–1906), Schweizer Landschaftsgärtner und Bühnenautor
- Bernhard Neher (1814–1865), Schweizer Industrieller
- Bernhard von Neher (1806–1886), auch Bernhard Neher der Jüngere, Maler und Direktor der Kunstschule Stuttgart
- Bernhard Neher der Ältere (1743–1801), Maler
- Carola Neher (1900–1942), deutsche Schauspielerin
- Caspar Neher (1897–1962), Bühnenbildner
- Constanze Neher (* 1985), österreichisches Fotomodell
- Dora Neher (1879–1972), Schweizer Bildhauerin
- Erwin Neher (* 1944), deutscher Biophysiker und Nobelpreisträger
- Eva-Maria Neher (* 1950), Biochemikerin, Ehefrau von Erwin Neher
- Franz Ludwig Neher (1896–1970), deutscher Schriftsteller
- Fred Neher (1903–2001), US-amerikanischer Cartoonzeichner
- Georg Robert Neher (1838–1925), Schweizer Industrieller; Mitbegründer der Alusuisse
- Jim Neher (1889–1951), US-amerikanischer Baseballspieler
- Johann Neher (Architekt), deutscher Architekt des 18. Jahrhunderts
- Johann Neher (Unternehmer), deutscher Unternehmer
- Johann Conrad Neher (1818–1877), Schweizer Industrieller
- Johann Georg Neher (1788–1858), Schweizer Industrieller deutscher Herkunft
- Josef Neher (1861–1923), württembergischer Oberamtmann
- Lambertus Neher (1889–1967), niederländischer Politiker
- Lottie Neher (1894–1927), Schweizer Malerin
- Louis Neher (1896–1934), österreichisch-böhmischer Stummfilmschauspieler, Stummfilmregisseur und Drehbuchautor
- Ludwig Neher (1850–1916), deutscher Architekt
- Maria Neher-Winter (* 1901), deutsche Schriftstellerin
- Michael Neher (1798–1876), Münchner Architekturmaler
- Mickey Neher (* 1966), deutscher Jazzschlagzeuger, -komponist und -sänger
- Oscar Neher (1862–1944), Schweizer Industrieller
- Peter Neher (* 1955), deutscher römisch-katholischer Theologe
- Richard Neher (* 1979), deutscher Biophysiker
- Robert Victor Neher (1886–1918), Schweizer Industrieller und Pionier der Aluminiumtechnologie
- Stephan Jakob Neher (1829–1902), Kirchenhistoriker
- Stephan Neher (* 1973), deutscher Politiker (CDU)